# Taperoá (Paraíba)
Taperoá (antiga Vila Batalhão) é um município brasileiro do estado da Paraíba, localizado na microregião do Sertão do Cariri (Ocidental) Paraibano. De acordo com o IBGE (Instituto Brasileiro de Geografia e Estatística), no ano de 2021 sua população era estimada em 15 505 habitantes. Área territorial de 628 km².
Taperoá é famosa por nela transcorrer toda a história da peça Auto da Compadecida, do escritor paraibano Ariano Suassuna. No ano de 2007, Taperoá viveu bons momentos com as gravações da microssérie A Pedra do Reino, escrita também por Ariano Suassuna. Na época, foi montada um cidade cenográfica onde foi gravada a história, com a participação de artistas locais e da própria Rede Globo. Durante o período de gravações a cidade foi muito vista por parte da imprensa. Além de ser terra natal de artistas como Zito Borborema, Vital Farias, e Abdias dos 8 baixos.

## História
Os primeiros colonizadores  das terras do atual Município de Taperoá foram o licenciado Francisco Tavares de Melo, capitão Gonçalo Pais Chaves e o ajudante Cosme Pinto, os quais, por concessão do capitão-mor Francisco de Abreu Pereira, receberam da Coroa, em 1703, as datas na encosta da serra da Borborema, duma extensão de doze léguas à margem do rio Unebatucu (hoje Taperoá). Aí se fixaram aqueles três chefes de família, fundando algumas fazendas de gado e desenvolvendo ligeira cultura do solo.
Os principais núcleos de vida e de desenvolvimento daquelas terras se denominaram Serrote, Bonito, Salgado, Carnaúba e Cosme Pinto. Aqui a origem mais remota do Município de Taperoá.
Na área da cidade atual, segundo alguns historiadores, foi travada, em 1824, uma grande batalha entre os republicanos da Confederação do Equador, que tentavam uma retirada para o Ceará, e as forças legalistas. Estas últimas foram as vitoriosas. Deste fato resultou o nome de Batalhão para a localidade, em memória da grande batalha (batalhão) que ali se havia travado.
Há, porém, quem queira relacionar o primitivo nome de Batalhão aos choques armados com os remanescentes  nativos cariris e os primeiros colonos que penetraram na região e lá se estabeleceram.
Em qualquer das hipóteses, a primitiva denominação de Batalhão lembra uma grande peleja.
Focalizando melhor os primórdios da sede do Município e a sua evolução, vemos em 1830,aproximadamente, Manuel de Farias Castro, descendente dos Farias Castro de São João do Cariri, fundar uma fazenda na área da atual cidade de Taperoá. Aí passou a residir e constituiu família. Seus filhos e genros. que foram numerosos, passaram a habitar,a povoar e a explorar os sítios denominados Campos do Coxo, Várzea do Sales e Alto Batalhãozinho. A estes, veio logo se juntar o português Costa Vilar que, com seus descendentes e agregados, muito contribuiu para o desenvolvimento da vida local.
Em 1860, teve origem a ideia da construção de uma capela em torno da qual se concentrassem núcleos populacionais a fim de criarem condições para a criação dos futuros distrito e Município. Essa construção, porém, só foi iniciada em 1865, depois de resolvida a divergência entre Manuel de Farias Castro, Silvério de Farias Castro e seu cunhado Sales, sobre o local exato em que se deveria erguer a capela. Começaram as obras sob a orientação espiritual do missionário Hermenegildo Herculano Vieira da Costa (frei Herculano). Os trabalhos correram lentamente e só foram concluídos em 1874, já sob a direção eclesiástica do padre José Antônio Maria Ibiapina.
A ação religiosa desenvolvida com base na nova capela atraiu novos e numerosos moradores para suas cercanias, influindo sensivelmente no rápido crescimento do povoado, que. em 1880, já contava com mais de 50 casas residenciais.
Em 1872, a 20 de julho, foi fundada sua primeira escola pública.

## Geografia
O município está incluído na área geográfica de abrangência do semiárido brasileiro, definida pelo Ministério da Integração Nacional em 2005.  Esta delimitação tem como critérios o índice pluviométrico, o índice de aridez e o risco de seca. Está localizado quase no centro geodésico do estado ao qual pertence. 
| Dados climatológicos para Taperoá                                                                        | Dados climatológicos para Taperoá | Dados climatológicos para Taperoá | Dados climatológicos para Taperoá | Dados climatológicos para Taperoá | Dados climatológicos para Taperoá | Dados climatológicos para Taperoá | Dados climatológicos para Taperoá | Dados climatológicos para Taperoá | Dados climatológicos para Taperoá | Dados climatológicos para Taperoá | Dados climatológicos para Taperoá | Dados climatológicos para Taperoá | Dados climatológicos para Taperoá |
| Mês | Jan                               | Fev                               | Mar                               | Abr                               | Mai                               | Jun                               | Jul                               | Ago                               | Set                               | Out                               | Nov                               | Dez                               | Ano                               |
| --- | --------------------------------- | --------------------------------- | --------------------------------- | --------------------------------- | --------------------------------- | --------------------------------- | --------------------------------- | --------------------------------- | --------------------------------- | --------------------------------- | --------------------------------- | --------------------------------- | --------------------------------- |
| Temperatura máxima recorde (°C)                                                                          | 36,6                              | 35,9                              | 35,9                              | 35                                | 34,3                              | 32,8                              | 32,1                              | 35,1                              | 35,8                              | 37,3                              | 36,2                              | 36,1                              | 37,3                              |
| Temperatura mínima recorde (°C)                                                                          | 19,7                              | 18,4                              | 19                                | 18,6                              | 16,4                              | 16,1                              | 15,2                              | 14,6                              | 15,3                              | 16,5                              | 18,7                              | 18,3                              | 14,6                              |
| Precipitação (mm)                                                                                        | 52,2                              | 83                                | 142                               | 115,8                             | 64                                | 32,2                              | 23,8                              | 9,9                               | 3                                 | 6,1                               | 8,7                               | 24,5                              | 565,1                             |
| Fonte: AESA (recordes de temperatura: 21/06/2023-presente; precipitação: Atlas Pluviométrico da Paraíba) |                                   |                                   |                                   |                                   |                                   |                                   |                                   |                                   |                                   |                                   |                                   |                                   |                                   |

## Demografia
A população do município de Taperoá foi estimada em 15 505 no ano de 2021, um aumento de 3,8% em relação à população registrada no censo demográfico de 2010 que foi de 14 938 habitantes, colocando a cidade como a 54.ª mais populosa do estado. O último censo também revelou que a população encontrava-se principalmente na zona urbana, estando dividida entre 8 939 (59%) moradores da cidade e 5 997 do campo, apresentando uma densidade por volta de 22,53 habitantes por km² na época. A expectativa de vida de seus moradores evoluiu de 62,88 anos em 2000 para 69,92 em 2010, dois anos a menos que a média estadual.
Da população total registrada em 2010, 50,82% eram do sexo feminino e 49,18% do sexo masculino, tendo uma razão de sexo de 97 homens para cada cem mulheres. Quanto à faixa etária, 62,64% dos habitantes tinham entre 15 e 64 anos, 26,68% eram jovens com menos de quinze anos e 10,68% da população era composta por idosos com 65 anos ou mais. Ainda segundo dados do censo de 2010, a maioria da população era formada por pardos (55,98% dos habitantes), havendo também brancos (38,49%), pretos (4,14%), amarelos (1,34%) e indígenas (0,05%). Levando-se em conta a nacionalidade da população, todos os habitantes eram brasileiros natos, entre os quais 97,98% eram naturais da própria Região Nordeste, sendo 14 416 paraibanos (96,52% do total), dos quais 12 205 declararam ter nascido no próprio município.
O Índice de Desenvolvimento Humano (IDH-M) calculado pelo Programa das Nações Unidas para o Desenvolvimento (PNUD) define um valor de 0,578 para Taperoá, considerado baixo, encontrando-se o município com o 126 º melhor índice no estado e o 4 670 º do Brasil. Considerando-se apenas o índice de longevidade, seu valor é 0,749, o valor do índice de renda é 0,564 e o de educação 0,456. Desde 1991 o índice de Gini, com valores provenientes dos censos demográficos, indica que a desigualdade social tem diminuido consideravelmente em Taperoá, partindo de 0,52 em 1991, subindo para 0,53 em 2000 e baixando para 0,48 em 2010, tendo a porcentagem de pobres e extremamente pobres reduzindo-se constantemente no período.
Os dados do censo de 2010 afirmam ainda que 13 808 dos residentes no município, ou 92,45% da população, declararam-se católicos apostólicos romanos, sendo essa a maior filiação religiosa do local. Os católicos da cidade possuem como padroeira Nossa Senhora da Conceição, cuja paróquia local remonta aos primórdios da cidade e pertence à Forania do Cariri, parte integrante da Diocese de Patos. Seguindo-se os católicos, os evangélicos, formam a segunda maior crença religiosa com mais adeptos no município, com um total de 730 moradores tendo declarado serem afiliados (4,89% da população total), sendo o ramo Pentecostal o que possui mais adeptos, notadamente os fiéis da Igreja Assembleia de Deus. O número de pessoas que declararam não possuir religião foi de 164, o que correspondeu a 1,93% dos taperoaenses, verificadas também filiações minoritárias representativas às Testemunhas de Jeová.

## Naturais
- Abdias dos Oito Baixos - acordeonista, compositor e produtor musical;[27]
- Dorgival Terceiro Neto - Político e 36º governador da Paraíba;[28]
- Jaílma de Lima - Atleta de heptatlo medalhista de prata nas competições de atletismo nos Jogos Pan-Americanos de 2011;[29]
- Joelison Fernandes da Silva - Mais conhecido como Ninão, o homem mais alto do Brasil e segundo maior vivo do mundo;[30]
- José Rodrigues Coura - Diretor do Instituto Oswaldo Cruz e membro da Academia Brasileira de Ciências;[31]
- Jucilene de Lima - Atleta de lançamento de dardo medalhista de bronze nas competições de atletismo nos Jogos Pan-Americanos de 2015;[32]
- Jurandy Moura - Jornalista, poeta e cineasta;[33]
- Meira Filho - Jornalista e político;[34]
- Silvio Meira - Pesquisador, professor e tendo sido considerado uma das 100 pessoas mais influentes do Brasil em 2009;[28]
- Vital Farias - Cantor e compositor.[28]
- Jucilene de Lima